# Lectoure
Lectoure är en kommun i departementet Gers i regionen Occitanien i sydvästra Frankrike. Kommunen ligger i kantonen Lectoure som tillhör arrondissementet Condom. År 2022 hade Lectoure 3 685 invånare.

## Befolkningsutveckling
Antalet invånare i kommunen Lectoure
Referens:INSEE